# الحركة الوطنية اليوغسلافية
كانت الحركة الوطنية اليوغسلافية، عرفت أيضًا باسم منظمة العمل النضالي الموحد، حركة ومنظمة فاشية يوغسلافية ترأسها السياسي ديميتري ليوتيتش. مع تأسيسها في عام 1935، تلقت الحركة مساعدة مالية وسياسية كبيرة من ألمانيا خلال فترة ما بين الحربين وشاركت في الانتخابات البرلمانية اليوغسلافية في عامي 1935 و1938، ولم تنل في أي منهما ما يزيد عن 1% من إجمالي التصويت الشعبي.
في أعقاب غزو دول المحور ليوغسلافيا واحتلالها في شهر أبريل من عام 1941، اختار الألمان عددًا من أعضاء الحركة الوطنية اليوغسلافية لينضموا إلى حكومة الدمية الصربية التي كان ميلان نيديتش يترأسها. تأسس فيلق المتطوعين الصرب كجيش لحزب الحركة الوطنية اليوغسلافية. لم يكن ليوتيتش يمتلك أي سيطرة على فيلق المتطوعين الصرب، الذي يرأسه الكولونيل كوستا موسيكي. في أواخر العام 1944، انسحب ليوتيتش وأتباعه إلى سلوفينيا مع الألمان وبعض التشكيلات المتعاونة. في شهر مارس، اتفق ليوتيتش وقائد مفارز تشيتنيك للجيش اليوغسلافي دراجا ميهايلوفيتش على تحالف كفرصة أخيرة ضد بارتيزان يوغوسلاف. وضع أتباع ليوتيتش تحت قيادة قائد مفارز تشيتنيك للجيش اليوغسلافي ميودراغ دامجانوفيتش. قتل ليوتيتش في حادث سيارة أواخر شهر أبريل من عام 1945. وفر أتباعه في وقت لاحق إلى إيطاليا إلى جانب مفارز تشيتنيك للجيش اليوغسلافي. وأعاد الحلفاء الغربيون ترحيل العديد منهم إلى يوغسلافيا في أعقاب الحرب، حيث أعدموا على الفور ودفنوا في مقابر جماعية. هاجر من لم يرحل إلى بلدان غربية وأسسوا منظمات مهاجرين بهدف الترويج للأجندا السياسية للحركة الوطنية اليوغسلافية.

## الخلفية
كان ديميتري ليوتيتش سياسيًا يمينيًا في مملكة يوغسلافيا خلال فترة ما بين الحربين. وبصفته مواليًا لسلالة كارادورديفيتش، عين في 16 من شهر فبراير من عام 1931 وزير العدل اليوغسلافي من قبل الملك أليكساندر. في شهر يونيو من تلك السنة، اقترح ليوتيتش على أليكساندر هيكلة النظام السياسي ليوغسلافيا وفقًا للنموذج الفاشي الإيطالي. وقدم له مسودة دستور اقترحت «ملكية وراثية دستورية عضوية، غير ديمقراطية وغير برلمانية، وتستند إلى تعبئة القوى الشعبية وتجمّعها حول منظمات اقتصادية ومهنية وثقافية وخيرية تكون مسؤولة أمام الملك». رفض الملك دستور ليوتيتش بوصفه مفرطًا في السلطوية. في 17 من شهر أغسطس، تقدم ليوتيتش باستقالته من منصبه بعد قرار الحكومة إقامة حزب سياسي واحد ينال دعمه من الحكومة في يوغسلافيا.

## التشكل
في عام 1934، اغتيل أليكساندر في مدينة مرسيليا. في تلك السنة، أقام ليوتيتش اتصالات مع ثلاث حركات مؤيدة للفاشية ومع ناشري صحفها، أوتادزبينا (الوطن) التي كانت تصدر في بلغراد، وشهرية زبور (المسيرة) التي كانت تصدر في الهرسك، وأسبوعية بودنجي (الصحوة) التي كانت تصدر في بيتروفغراد (زرنجانين في يومنا هذا). ساهم ليوتيتش في الصحف الثلاث ونال أكبر نفوذ ضمن حركة أوتادزبينا. وأسس في وقت لاحق الحركة الوطنية اليوغسلافية (باللغة الصربية الكرواتية: جوغوسلافينسكي نارودني بوكرت)، التي عرفت أيضًا باسم منظمة العمل النشط الموحد (زدروزينا بوربينا أورغانيزاسيا رادا، أو زبور). تأسست زبور عبر اندماج ثلاث حركات فاشية، الفعل اليوغسلافي و«المحاربين» من مدينة ليوبليانا، وبودنجي من بيتروفغراد. وتأسست بشكل رسمي في بلغراد في 6 من شهر يناير من عام 1935، الذي كان يوم الذكرى السادسة لإعلان دكتاتورية الملك أليكساندر. انتخب أعضاؤها ليوتيتش رئيسًا لها، ويوراي كورينيتش نائبًا للرئيس وفران كانداري نائبًا ثانيًا للرئيس وفيليبور جونيتش أمينًا عامًا. اختير ليوتيتش نظرًا إلى فترته السابقة كوزير للعدل وصلاته مع البلاط الملكي.
كان الهدف المعلن لزبور فرض اقتصاد مخطط و«دفاعًا بيولوجيًا وعرقيًا عن قوة الحياة الوطنية وعن العائلة». أصبحت أوتادزبينا الصحيفة الرسمية لزبور. أُعلن بأن الحزب غير شرعي عند تأسيسه نظرًا إلى أن جميع الأحزاب السياسية في يوغسلافيا كانت محظورة منذ إعلان دكتاتورية الملك أليكساندر في عام 1929. في 2 من شهر سبتمبر من عام 1935، قدم جونيتش وميلان أسيموفيتش عريضة لوزارة الداخلية اليوغسلافية لتشريع زبور. في 8 من شهر نوفمبر، أذعنت وزارة الداخلية واعترفت بزبور كحزب سياسي رسمي. تنبه الموظفون الألمان في يوغسلافيا سريعًا للحركة، ووفر لها المبعوث الألماني إلى يوغسلافيا، فيكتور فون هيرين، مساعدة مالية ودس فيها عملاء ألمان. أشار مراقب ألماني: «تمثل حركة زبور نوعًا من حزب وطني اشتراكي. مبادئه الكفاح ضد الماسونية واليهود والشيوعيين وضد الرأسمالية الغربية». وفرت الشركات الصناعية الألمانية مساعدات مالية إضافية لزبور، وفعلت ذلك أيضًا أجهزة الاستخبارات الألمانية. كان معظم الدعم الذي تلقته زبور في صربيا يأتي من أعضاء الطبقة الوسطى المدينية والطلبة اليمينيين والقوات المسلحة. وكان معظم أعضاء زبور صرب الإثنية، وانضمت إليهم أعداد قليلة من الكروات والسلوفينيين. تقلبت عضويتها أغلب الأحيان نظرًا إلى الخلافات حول سلطوية ليوتيتش والافتقار إلى الشعبية والسلطة السياسية في صربيا. لم يتمتع ليوتيتش بشعبية في صربيا نتيجة لتعاطفه مع الألمان وتعصبه الديني. وكان الدعم المحدود الذي تلقته زبور ذاتها يعود إلى أن المشاعر اليمينية الراديكالية لم تكن قوية بين السكان الصرب. وكان ذلك عائدًا إلى ارتباط سياسات اليمين المتطرف بألمانيا. ونظرًا إلى كونهم معادين للألمان بشدة، رفض معظم أصحاب الإثنية الصربية الأفكار الفاشية والنازية على نحو مطلق. لم تمتلك زبور مطلقًا أكثر من 10 آلاف عضو نشط في أي وقت، وكان معظم الدعم لها يأتي من سميديريفو ومن الأقلية من أصحاب الإثنية الألمانية (فولكس دويتشه) في فوجفودينا الذين كانوا قد رزحوا تحت البروباغاندا النازية منذ عام 1933.
خلال فترة رئاسة ميلان ستوجادينوفيتش للوزراء، خرج من حزب زبور العديد من أعضائه وانضموا إلى حزب الاتحاد الراديكالي اليوغسلافي (باللغة الصربية الكرواتية: جوغوسلوفينكا راديكالنا زاجيدنيكا). وعلى الرغم من ذلك، استمرت الحركة في تأييدها للتخلي عن الفردانية والديمقراطية البرلمانية. دعا ليوتيتش يوغسلافيا إلى الاتحاد حول حاكم واحد والعودة إلى دينها وعاداتها الثقافية، وتبني تعاليم المسيحية والقيم التقليدية والنقابوية. وأيد دولة منظمة بشكل مركزي، وذكر أن توحيد السلاف الجنوبيين كان حتمية سياسية وتاريخية وأن الصرب والكروات والسلوفينيين كانوا يتشاركون «رابطة دم وشعورًا بمصير مشترك». في الوقت نفسه، كانت صربيا ستسيطر على يوغسلافيا التي تصورها ليوتيتش. روجت زبور بصورة علنية لمعاداة السامية، وكانت الحزب الوحيد الذي يفعل ذلك في يوغسلافيا، وأيضًا روجت لرهاب الأجانب.

## انتخابات عامي 1935 و1938
على الرغم من معارضتها للديمقراطية البرلمانية، شاركت زبور في الانتخابات البرلمانية اليوغسلافية في عام 1935. وقدمت 8100 مرشحًا في كافة أنحاء يوغسلافيا. في 5 من شهر مايو، أعلنت الحكومة اليوغسلافية أولًا نتائج الانتخابات التي أظهرت أن 72.6% من الدوائر الانتخابية المؤهلة قد أدلت بمجموع أصوات بلغ 2.778.172 صوتًا. كان حزب بوغولجوب ييفتيتش قد نال 1.738.390 صوتًا (62.6%) و320 مقعدًا في البرلمان، وتلقى تكتل المعارضة الذي ترأسه فلادكو ماسيك 983.248 (35.4%) من الأصوات و48 مقعدًا. أنهى حزب زبور الانتخابات في المرتبة الأخيرة، بمجموع أصوات بلغ 23.814 صوتًا (0.8%)، ولم يحصل على أي مقعد في البرلمان. ومن جميع الأصوات التي نالها، أتى 13.635 صوتًا من مقاطعة الدانوب، التي كانت تقع فيها سميديريفو، مسقط رأس ليوتيتش. تسببت نتائج الانتخابات التي نشرت بشكل أولي من قبل السلطات باضطرابات بين عامة الشعب، الأمر الذي أرغم الحكومة على نشر نتائج إعادة فرز الأصوات في 22 من شهر مايو. أظهرت إعادة الفرز تسجيل 100 ألف صوت إضافي لم تسجل في 5 مايو وأن حزب ييفتيتش قد نال 1.746.982 صوتًا (60.6%) و303 مقعدًا، وأن تكتل المعارضة قد نال 1.076.345 (37.4%) و67 مقعدًا وأن زبور قد نالت 24.008 صوتًا (0.8%) ولم تحصل على أي مقعد مرة أخرى.
في عام 1937، بدأ ليوتيتش مهاجمة ستوجادينوفيتش عبر صحف زبور واتهمه بالضلوع في اغتيال الملك أليكساندر قبل 3 سنوات. ردت حكومة ستوجادينوفيتش بالكشف بأن ليوتيتش تلقى تمويلًا من قبل الألمان وأنهم وفروا له موارد مالية بهدف نشر البروباغندا النازية والترويج لمصالح اقتصادية ألمانية في صربيا. قدم قائد لوفتفافه الألماني هيرمان غورينغ، مؤيد ستوجادينوفيتش، للسلطات اليوغسلافية دليل الإدانة الذي يربط ليوتيتش بالألمان. واستخدم ستوجادينوفيتش هذه الأدلة لمصلحته في الانتخابات البرلمانية في العام التالي، مقدمًا خصومه، بما فيهم ليوتيتش، ك «محرضين خونة». رد ليوتيتش بمهاجمة ستوجادينوفيتش عبر صحف أوتادزبينا، التي حظر العديد منها لاحقًا. مضت حكومة ستوجادينوفيتش إلى منع جميع مسيرات زبور وصحفها، وصادرت مواد البروباغندا الخاصة بزبور، واعتقلت قادتها. في شهر سبتمبر من عام 1938، اعتقل ليوتيتش بعد فتح الدرك اليوغسلافي النار على حشد من مؤيدي زبور، متسببين بمقتل شخص واحد على الأقل.